# Dietmar Pufahl
Dietmar Pufahl (ur. 15 sierpnia 1958) – wschodnioniemiecki judoka.
Srebrny medalista mistrzostw Europy w 1984, a także akademickch MŚ w 1977. Wicemistrz Europy juniorów w 1980. Zdobył jedenaście medali na mistrzostwach NRD w latach 1978-1984.